# Навия-Осорио-и-Вихиль, Альваро де
Альваро Хосе де Навиа-Осорио-и-Вихиль де ла Руа (19 декабря 1684, Пуэрто-де-Вега — 21 ноября 1732, Оран) — испанский дворянин и военный, 3-й маркиз Санта-Крус-де-Марсенадо, 3-й виконт дель Пуэрто, глава дома Сельес-и-Торре-де-Вихиль.

## Биография
Сын Хасинты Вихиль де ла Руа и Хуана де Навия-Осорио-и-Аргуэльеса де Сельес. В 1701 году он женился на Франсиске де Навия Монтенегро-и-Лантойра (из дома маркизата Феррера), владелице майората Каса-дель-Кампо в Кастрополе, владения, которое с тех пор стало дворцом маркизов и где родился его сын и преемник Хуан Алонсо де Навия-Осорио-и-Навия и его потомки на протяжении XVIII века. Альваро Навия-Осорио-и-Вихиль также был отцом итало-испанской интеллектуалки и писательницы Марии Франсиски Ирене де Навиа-и-Бельет, дочери от третьей жены, Марии Антонии Бельет де Мипоркер, дамы королевы Изабеллы Фарнезе.
Он участвовал в войне за испанское наследство и сформировал Астурийский полк, который существует до сих пор, а после войны выполнял дипломатические задачи на конгрессах в Суассоне и Турине.

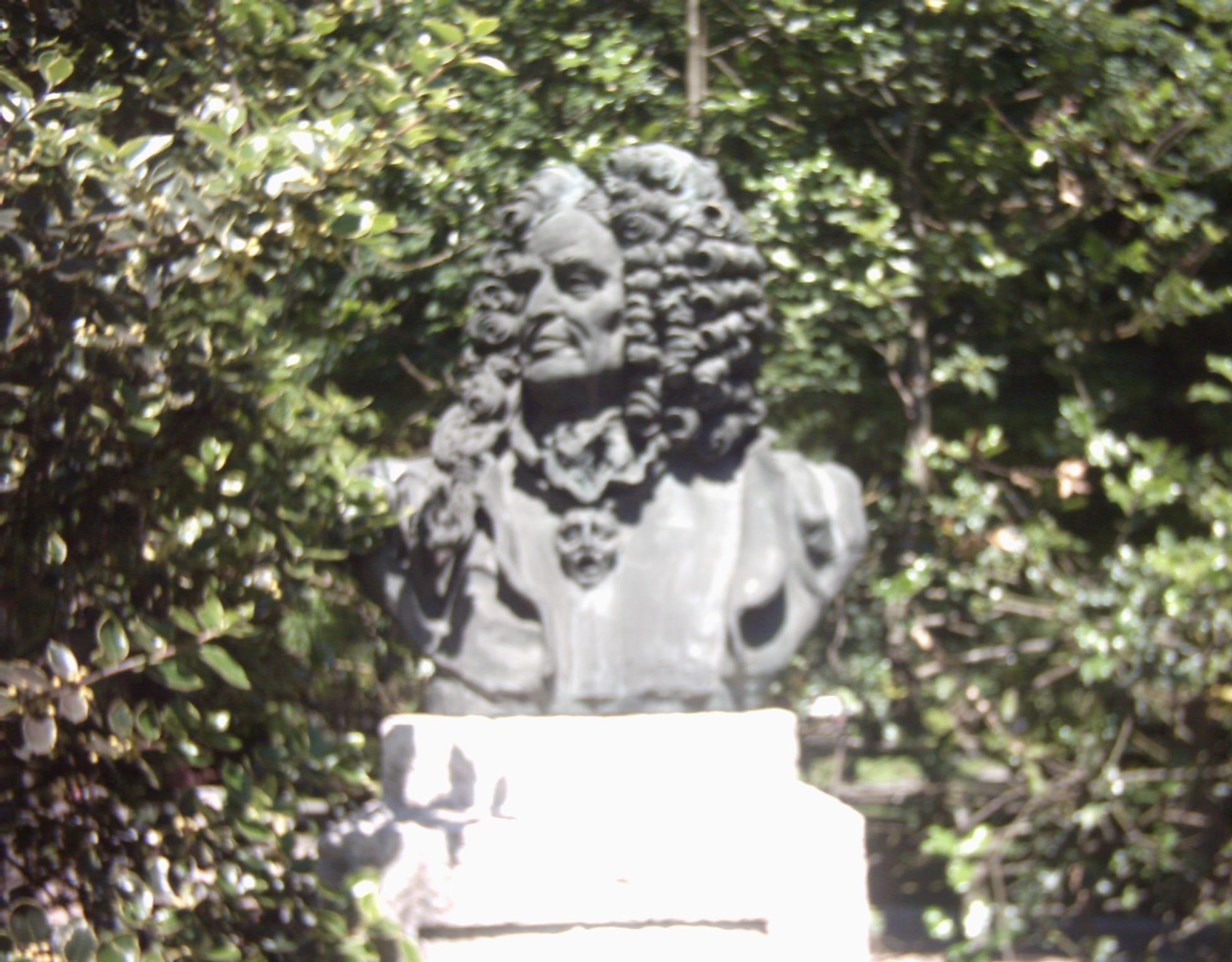
Бюст, посвященный Альваро де Навиа-Осорио в парке Сан-Франсиско в Овьедо.

Он был автором трактата «Военные размышления», общепризнанного фундаментального труда по военной науке и настольной книги для великих военных стратегов, таких как Наполеон Бонапарт или Хосе де Сан-Мартин. Говорят, что Фридрих II Прусский последовал совету «Военных размышлений»: однажды, когда испанский посол захотел узнать его тактику, он велел ему прочитать книгу маркиза де Санта-Крус и, чтобы избежать неловкости, подарил послу партитуру Марша гренадеров, который со временем стал национальным гимном Испании.
Он также был автором «Экономической рапсодии» и начал сбор данных для создания Универсальной энциклопедии, предшествующей известной Энциклопедии Дидро и Даламбера, однако его работа была прервана из-за военных действий.
В 1732 году он участвовал в завоевании Орана, захваченного османами в 1708 году во время войны за испанское наследство, и погиб, защищая город 21 ноября того же года.
В настоящее время Высший центр исследований национальной обороны (CESEDEN) раз в два года присуждает премию, посвященную военной истории, которая носит его имя. Он был выбран Королевской академией истории как один из пятисот наиболее значимых испанцев в истории по случаю подготовки Diccionario Biográfico Español в 2005 году.